# Campylaspis biplicata
Campylaspis biplicata är en kräftdjursart som beskrevs av Watling och McCann 1996. Campylaspis biplicata ingår i släktet Campylaspis och familjen Nannastacidae.
Artens utbredningsområde är Oregon. Inga underarter finns listade i Catalogue of Life.